# Station Dobroń
Station Dobroń is een spoorwegstation in de Poolse plaats Dobroń.